# La maschera maledetta
La maschera maledetta (The Haunted Mask) è l'undicesimo libro della serie Piccoli brividi realizzata dallo scrittore statunitense R. L. Stine.
R. L. Stine ha affermato di essersi ispirato quando il suo figlioletto Max, durante Halloween, si era messo una maschera di Frankenstein e non riusciva a togliersela.
Dal libro è stato tratto un episodio dell'omonima serie, il quale presenta alcune differenze:
- Nel libro il proprietario del negozio di maschere si limita ad avvertire Carly Beth sulla maschera maledetta, ma poi gliela vende comunque. Nell'episodio, invece, si rifiuta categoricamente, difatti la ragazzina gliela sottrae lanciandogli i soldi che aveva con sé.
- Indossando la maschera la voce di Carly Beth diventa più acuta, nel libro cambia totalmente e diventa più profonda.

## Trama
Carly Beth Caldwell è una ragazzina di undici anni tranquilla, timida e troppo fiduciosa, che si spaventa facilmente. 
Per questo motivo viene costantemente presa in giro da due bulletti della scuola, Chuck e Steve, che l'hanno soprannominata "Gatto impaurito". 
I due le giocano anche molti scherzi pesanti, quali offrirle un panino contenente un verme vivo, o, approfittando della sua aracnofobia, pizzicarle la gamba facendole al contempo credere che sia stata una tarantola a morderla, mettendola così in ridicolo e in imbarazzo davanti a tutta la scuola. Un giorno, tornata da scuola, Carly Beth scopre che sua madre le ha fatto un volto di gesso che le somiglia moltissimo, come simbolo del suo amore per lei. Sale poi nella sua camera, dove scopre che anche il suo fratellino minore, Noah, si è travestito per spaventarla.
Carly Beth, esasperata, si sfoga allora con la sua amica Sabrina e promette di non spaventarsi mai più degli scherzi che le fanno. Approfittando della festa di Halloween (Carnevale nell'edizione italiana, anziché Vigilia di Ognissanti, come sarebbe corretto), decide di acquistare una maschera spaventosa in un negozio che ha appena aperto, per vendicarsi sui suoi persecutori. Recatasi al negozio, Carly Beth scopre una stanza in cui si trovano delle strane maschere terrificanti che non ha mai visto in vita sua. Nonostante la riluttanza del proprietario a vendergliela, Carly Beth ne acquista una e la porta a casa. La indossa e scopre che fa veramente paura, riuscendo a far prendere un bello spavento a suo fratello Noah.
Così, si prepara per la sera di Halloween e indossa di nuovo la maschera. Durante la serata riesce a raggiungere il suo obiettivo, riuscendo a spaventare parecchio Chuck e Steve, al contempo però le accadono delle cose strane: la sua voce diventa profonda e la sua indole violenta. Attacca la sua migliore amica Sabrina e prova gioia a spaventare i bambini piccoli. Carly Beth scopre poi che non riesce più a rimuovere la maschera dal volto e con orrore diviene consapevole che ormai la maschera è un tutt'uno con la sua pelle. Allora Carly Beth fugge dal negoziante che gli ha venduto la maschera. Esso le dice che quelle che ha visto non sono delle maschere, ma dei veri e propri volti e che l'unico modo per liberarsene è quello di trovare un "simbolo d'amore". Però potrà farlo solo una volta, se la maschera si attaccasse di nuovo al suo volto o a quello di qualcun altro, quella volta sarà per sempre.
Improvvisamente, le altre maschere prendono vita e Carly Beth fugge dal negozio terrorizzata, inseguita da quei volti terrificanti. Mentre fugge però, si rende conto che lo stampo di gesso che le ha fatto sua madre e che aveva portato con sé come parte del travestimento è un "simbolo d'amore". Indossando lo stampo sopra alla sua testa, riesce a staccare la maschera dal volto e a liberarsi dal maleficio. Alla fine però, dopo essere tornata a casa, la maschera verrà di nuovo indossata da suo fratello Noah.

## Edizioni
- R. L. Stine, La maschera maledetta, traduzione di Chiara Belliti, collana Piccoli brividi, Arnoldo Mondadori Editore, 1994,  p. 156, ISBN 88-04-39619-9.